# 레이 밀랜드
레이 밀랜드(Ray Milland, 1907년 1월 3일 ~ 1986년 3월 10일)는 웨일스의 배우이다.

## 출연 작품
- 히드라 - 몬스터 오브 더 딥 (1984)
- 스타플라이트 (1983)
- 다락방 (1979)
- 배틀스타 갤럭티카 (1978)
- 러브 스토리 2 (1978)
- 용감한 형제 (1977)
- 사랑의 유람선 (1977)
- 여정의 끝 (1977)
- 서바이벌 런 (1977)
- 고양이 대습격 (1977)
- 야망의 계절 (1976)
- 라스트 타이쿤 (1976)
- 악몽의 602편 (1976)
- 스위스의 음모 (1975)
- 마녀의 산 (1975)
- 밀납 인형관의 공포 (1973)
- 프로그 (1972)
- 더 씽 위드 투 헤즈 (1972)
- 러브 스토리 (1970)
- X-레이 눈을 가진 사나이 (1963)
- 중단된 매장 (1962)
- 애상 (1957)
- 걸 인 더 레드 벨벳 스윙 (1955)
- 다이얼 M을 돌려라 (1954)
- 렛츠 두 잇 어게인 (1953)
- 생의 애욕 (1952)
- 도둑(영어판) (1952)
- 써클 오브 데인저 (1951)
- 클로즈 투 마이 하트 (1951)
- 라이프 오브 허 원 (1950)
- 잇 해펀스 에브리 스프링 (1949)
- 빅 클락 (1948)
- 골든 이어링 (1947)
- 버라이어티 걸 (1947)
- 키티 (1945)
- 잃어버린 주말 (1945)
- 공포의 내각 (1944)
- 언인바이티드 (1944)
- 언제나 영원히 (1943)
- 메이저와 마이너 (1942)
- 스타 스팽글드 리듬 (1942)
- 립 더 와일드 윈드 (1942)
- 아이 원티드 윙스 (1941)
- 닥터 테이크 어 와이프 (1940)
- 아이린 (1940)
- 내 사랑 아리즈 (1940)
- 에브리씽 해펀즈 앳 나잇 (1939)
- 보 게스티 (1939)
- 이지 리빙 (1937)
- 빅 브로드캐스트 오브 1937 (1936)
- 쓰리 스마트 걸스 (1936)
- 위아 낫 드레싱 (1934)
- 저스트 어 지골로 (1931)
- 피카딜리 (1929)